# 268 Adorea
A 268 Adorea a Naprendszer kisbolygóövében található aszteroida. Alphonse Louis Nicolas Borrelly fedezte fel 1887. június 8-án.